# Sistema di numerazione Kaktovik Inupiaq

I numeri Kaktovik Inupiaq sono un sistema posizionale vigesimale che utilizza dei simboli (cifre).
Il linguaggio Inuit utilizza un sistema a base 20, e l'utilizzo dei numeri arabi è inefficiente, per questo nel 1994 questo sistema di numerazione venne creato da alcuni studenti di Kaktovik, Alaska. Questo sistema ha preso piede tra gli Iñupiat.
Nell'immagine qui sotto sono mostrate le cifre da 1 a 19, con lo 0 alla fine; per comporre numeri più grandi di 19 viene scritto il simbolo dell'uno seguito da uno zero.
| n  | n×203         | n×202     | n×201  | n×200 | n×20−1   | n×20−2      | n×20−3         |
| -- | ------------- | --------- | ------ | ----- | -------- | ----------- | -------------- |
| 1  | 𝋁,𝋀𝋀𝋀 8,000   | 𝋁𝋀𝋀 400   | 𝋁𝋀 20  | 𝋁 1   | 𝋀.𝋁 0.05 | 𝋀.𝋀𝋁 0.0025 | 𝋀.𝋀𝋀𝋁 0,000125 |
| 2  | 𝋂,𝋀𝋀𝋀 16,000  | 𝋂𝋀𝋀 800   | 𝋂𝋀 40  | 𝋂 2   | 𝋀.𝋂 0.1  | 𝋀.𝋀𝋂 0.005  | 𝋀.𝋀𝋀𝋂 0,00025  |
| 3  | 𝋃,𝋀𝋀𝋀 24,000  | 𝋃𝋀𝋀 1,200 | 𝋃𝋀 60  | 𝋃 3   | 𝋀.𝋃 0.15 | 𝋀.𝋀𝋃 0.0075 | 𝋀.𝋀𝋀𝋃 0,000375 |
| 4  | 𝋄,𝋀𝋀𝋀 32,000  | 𝋄𝋀𝋀 1,600 | 𝋄𝋀 80  | 𝋄 4   | 𝋀.𝋄 0.2  | 𝋀.𝋀𝋄 0.01   | 𝋀.𝋀𝋀𝋄 0,0005   |
| 5  | 𝋅,𝋀𝋀𝋀 40,000  | 𝋅𝋀𝋀 2,000 | 𝋅𝋀 100 | 𝋅 5   | 𝋀.𝋅 0.25 | 𝋀.𝋀𝋅 0.0125 | 𝋀.𝋀𝋀𝋅 0,000625 |
| 6  | 𝋆,𝋀𝋀𝋀 48,000  | 𝋆𝋀𝋀 2,400 | 𝋆𝋀 120 | 𝋆 6   | 𝋀.𝋆 0.3  | 𝋀.𝋀𝋆 0.015  | 𝋀.𝋀𝋀𝋆 0,00075  |
| 7  | 𝋇,𝋀𝋀𝋀 56,000  | 𝋇𝋀𝋀 2,800 | 𝋇𝋀 140 | 𝋇 7   | 𝋀.𝋇 0.35 | 𝋀.𝋀𝋇 0.0175 | 𝋀.𝋀𝋀𝋇 0,000875 |
| 8  | 𝋈,𝋀𝋀𝋀 64,000  | 𝋈𝋀𝋀 3,200 | 𝋈𝋀 160 | 𝋈 8   | 𝋀.𝋈 0.4  | 𝋀.𝋀𝋈 0.02   | 𝋀.𝋀𝋀𝋈 0.001    |
| 9  | 𝋉,𝋀𝋀𝋀 72,000  | 𝋉𝋀𝋀 3,600 | 𝋉𝋀 180 | 𝋉 9   | 𝋀.𝋉 0.45 | 𝋀.𝋀𝋉 0.0225 | 𝋀.𝋀𝋀𝋉 0,001125 |
| 10 | 𝋊,𝋀𝋀𝋀 80,000  | 𝋊𝋀𝋀 4,000 | 𝋊𝋀 200 | 𝋊 10  | 𝋀.𝋊 0.5  | 𝋀.𝋀𝋊 0.025  | 𝋀.𝋀𝋀𝋊 0,00125  |
| 11 | 𝋋,𝋀𝋀𝋀 88,000  | 𝋋𝋀𝋀 4,400 | 𝋋𝋀 220 | 𝋋 11  | 𝋀.𝋋 0.55 | 𝋀.𝋀𝋋 0.0275 | 𝋀.𝋀𝋀𝋋 0,001375 |
| 12 | 𝋌,𝋀𝋀𝋀 96,000  | 𝋌𝋀𝋀 4,800 | 𝋌𝋀 240 | 𝋌 12  | 𝋀.𝋌 0.6  | 𝋀.𝋀𝋌 0.03   | 𝋀.𝋀𝋀𝋌 0,0015   |
| 13 | 𝋍,𝋀𝋀𝋀 104,000 | 𝋍𝋀𝋀 5,200 | 𝋍𝋀 260 | 𝋍 13  | 𝋀.𝋍 0.65 | 𝋀.𝋀𝋍 0.0325 | 𝋀.𝋀𝋀𝋍 0,001625 |
| 14 | 𝋎,𝋀𝋀𝋀 112,000 | 𝋎𝋀𝋀 5,600 | 𝋎𝋀 280 | 𝋎 14  | 𝋀.𝋎 0.7  | 𝋀.𝋀𝋎 0.035  | 𝋀.𝋀𝋀𝋎 0,00175  |
| 15 | 𝋏,𝋀𝋀𝋀 120,000 | 𝋏𝋀𝋀 6,000 | 𝋏𝋀 300 | 𝋏 15  | 𝋀.𝋏 0.75 | 𝋀.𝋀𝋏 0.0375 | 𝋀.𝋀𝋀𝋏 0,001875 |
| 16 | 𝋐,𝋀𝋀𝋀 128,000 | 𝋐𝋀𝋀 6,400 | 𝋐𝋀 320 | 𝋐 16  | 𝋀.𝋐 0.8  | 𝋀.𝋀𝋐 0.04   | 𝋀.𝋀𝋀𝋐 0.002    |
| 17 | 𝋑,𝋀𝋀𝋀 136,000 | 𝋑𝋀𝋀 6,800 | 𝋑𝋀 340 | 𝋑 17  | 𝋀.𝋑 0.85 | 𝋀.𝋀𝋑 0.0425 | 𝋀.𝋀𝋀𝋑 0,002125 |
| 18 | 𝋒,𝋀𝋀𝋀 144,000 | 𝋒𝋀𝋀 7,200 | 𝋒𝋀 360 | 𝋒 18  | 𝋀.𝋒 0.9  | 𝋀.𝋀𝋒 0.045  | 𝋀.𝋀𝋀𝋒 0,00225  |
| 19 | 𝋓,𝋀𝋀𝋀 152,000 | 𝋓𝋀𝋀 7,600 | 𝋓𝋀 380 | 𝋓 19  | 𝋀.𝋓 0.95 | 𝋀.𝋀𝋓 0.0475 | 𝋀.𝋀𝋀𝋓 0,002375 |

## Unicode
| Numeri Kaktovik | Numeri Kaktovik | Numeri Kaktovik | Numeri Kaktovik | Numeri Kaktovik | Numeri Kaktovik | Numeri Kaktovik | Numeri Kaktovik | Numeri Kaktovik | Numeri Kaktovik | Numeri Kaktovik | Numeri Kaktovik | Numeri Kaktovik | Numeri Kaktovik | Numeri Kaktovik | Numeri Kaktovik | Numeri Kaktovik |
| --------------- | --------------- | --------------- | --------------- | --------------- | --------------- | --------------- | --------------- | --------------- | --------------- | --------------- | --------------- | --------------- | --------------- | --------------- | --------------- | --------------- |
|                 | 0               | 1               | 2               | 3               | 4               | 5               | 6               | 7               | 8               | 9               | A               | B               | C               | D               | E               | F               |
| U+1D2Cx         | 𝋀               | 𝋁               | 𝋂               | 𝋃               | 𝋄               | 𝋅               | 𝋆               | 𝋇               | 𝋈               | 𝋉               | 𝋊               | 𝋋               | 𝋌               | 𝋍               | 𝋎               | 𝋏               |
| U+1D2Dx         | 𝋐               | 𝋑               | 𝋒               | 𝋓               |                 |                 |                 |                 |                 |                 |                 |                 |                 |                 |                 |                 |